# Meteorus cis
Meteorus cis är en stekelart som först beskrevs av Bouche 1834.  Meteorus cis ingår i släktet Meteorus och familjen bracksteklar. Arten är reproducerande i Sverige. Inga underarter finns listade i Catalogue of Life.